# Túró Rudi

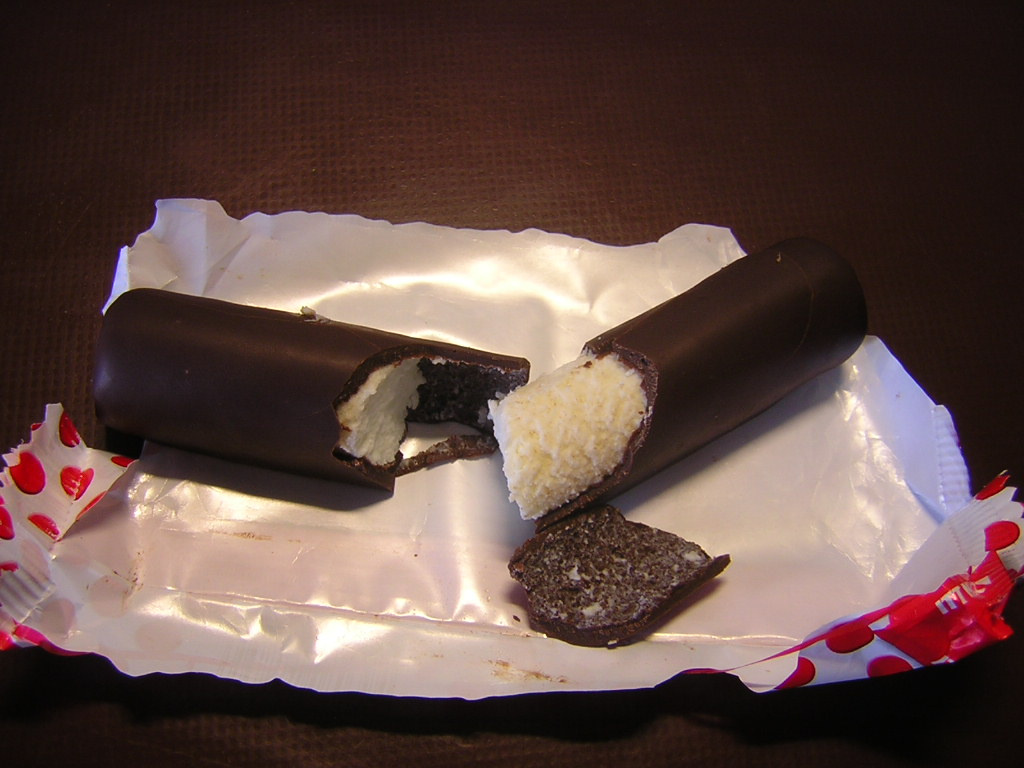
Túró Rudi sulla sua confezione

Túró Rudi è un popolare snack prodotto e molto diffuso in Ungheria, che ha fatto la sua prima comparsa sul mercato nel 1968.

## Nome
La traduzione letterale del nome, che è un marchio registrato, significa Rudi ("bastoncino" da "rúd", ma anche diminutivo del nome Rudolf) di Túró (un formaggio fresco come la ricotta, ma più simile al Quark).

## Marchio e distribuzione
Sebbene molti marchi compresi Danone, Milka e Nestlé si siano cimentati nell'imitazione di questo dessert l'originale rimane quello prodotto e distribuito dal marchio FrieslandCampina, Pöttyös (a pois), da qui la particolare confezione.

## Descrizione
La barretta è composta da un involucro formato da una glassa di cioccolato fondente con all'interno un ripieno a base di ricotta.
Quella appena descritta è la versione "natúr" (pura) prima ad essere prodotta e tutt'oggi la più diffusa. Oltre a questa esistono molte altre varianti, tra cui, quelle con la glassa di cioccolato al latte, al gusto di cocco, contenente un'anima di
albicocca, nocciola o fragola. Inoltre il Túró Rudi è distribuito in due formati: quello Classico da 30g e quello ÓRIÁS
(Gigante) da 51g. Esistono anche la versione Gelato e quella Pont2 (Proprio due punti) formato contenente due dischi con all'interno due gocce di crema alla nocciola.

## Diffusione
Dessert più o meno simili alla ricetta originale sono prodotti e distribuiti in Austria, Estonia, Giappone, Polonia, Russia, Romania e Slovacchia. Nelle ultime due nazioni citate viene esportato proprio lo snack originale a marchio Pöttyös.

## Diffusione in Italia
Dalla primavera del 2006 la Pöttyös, utilizzando il nome Dots, ha iniziato una prima distribuzione del Túró Rudi presso alcuni ipermercati del Nord-Italia.